# Georg Thomas (Künstler)
Georg Thomas (erwähnt ab 1534 in Marburg; † 1578/1579 ebenda) war ein aus der Schweiz stammender, in Hessen tätiger Maler, Bildhauer und Formschneider.

## Leben und Wirken
Georg (Jörg) Thomas war vermutlich ein Sohn des Malers Hermann Thomas und stammte aus Basel. 1534 immatrikulierte er sich an der Universität Marburg, der er bis 1555 angehörte. Er schuf Skulpturen, Grabmäler und Gemälde im Auftrag der Stadt Marburg und des Landgrafen von Hessen. Er ist vermutlich identisch mit dem Formschneider mit dem Monogramm G. T. (mit Zirkel).